# Luigi Primo
Louis Cousin, v Itálii známý jako Luigi Primo nebo Luigi Gentile (kolem 1605–1667), byl vlámský barokní malíř. Velkou část své kariéry prožil v Itálii. Pracoval ve stylu, který kombinoval jeho vlámské kořeny s intenzivním vlivem italského umění. Proslul portréty a oltářními obrazy.

## Životopis
Jeho rodištěm byla pravděpodobně vesnice Breivelde u Ninove v současné Belgii, ale je také možné, že se narodil v Bruselu. Za možné je považováno i narození před rokem 1606. V Bruselu se stal v roce 1617 žákem Gillise Claeissinse mladšího. Ještě v mládí opustil jižní Nizozemsko. Podle životopisce 17. století Joachima von Sandrart Cousina pokračoval ve studiích v Paříži.

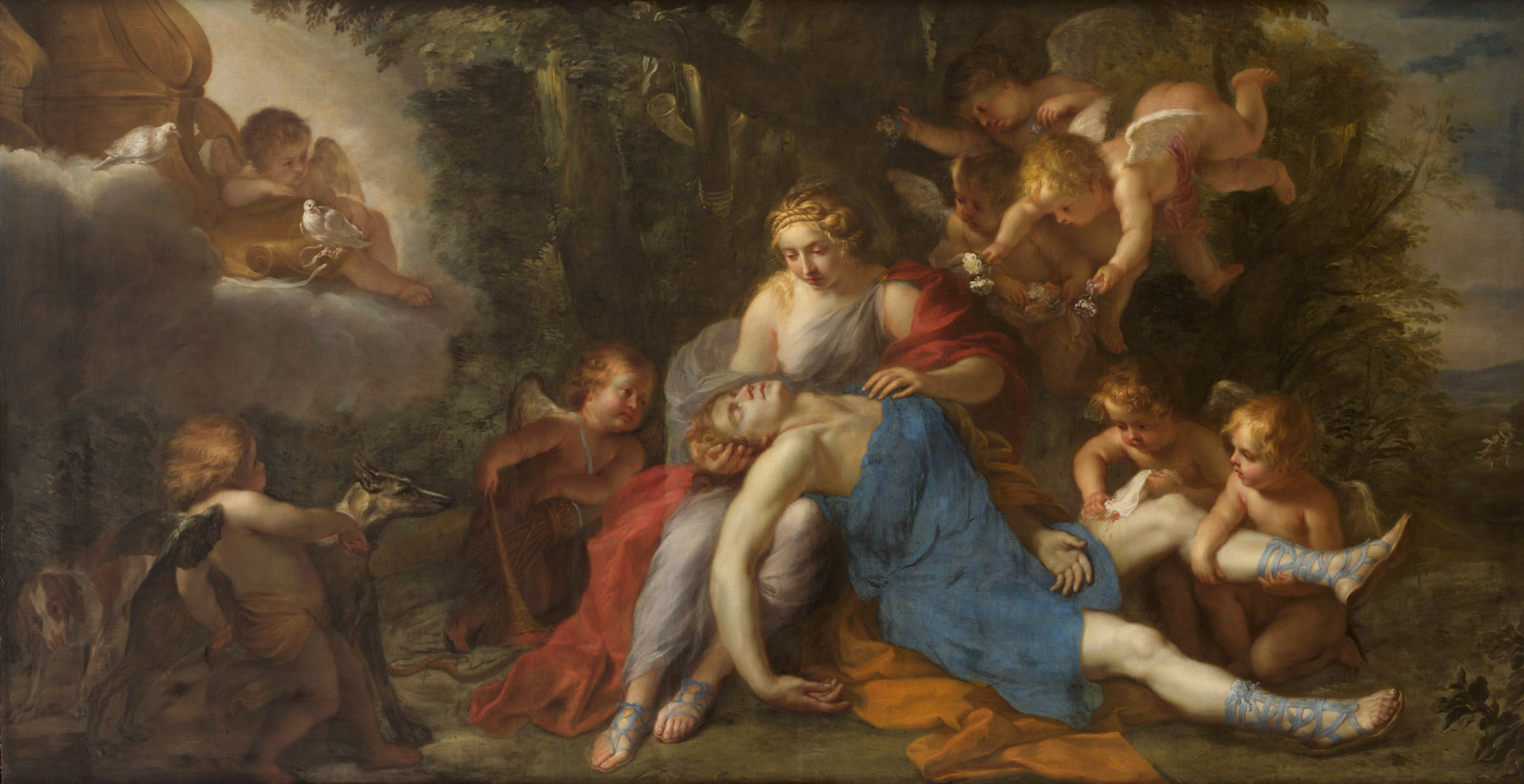
Venuše bědující nad smrtí Adonise

V Římě byl již v roce 1626 a zůstal zde po dalších třicet let. Připojil se k uměleckému spolku Bentvueghels, neformálnímu sdružení převážně vlámských a nizozemských malířů pracujících v Římě. V Bentvueghels dostal přezdívku Gentile nebo Gentiel pro jeho jemné způsoby. V Římě byl také znám pod přezdívkou Primo. V Římě studoval díla velkých mistrů. První práce v Římě, která mu přinesla určitou slávu, byla freska na bočním oltáři kostela Santi Domenico e Sisto (kostel Svatého Dominika a Sixta). Zobrazuje zázrak připisovaný španělskému knězi Domingo de Guzmánovi - Svatému Dominikovi. Pak maloval jednu ze čtyř olejomaleb v kapli Svaté Kateřiny v bazilice Santa Maria Maggiore v Římě. Tato práce zvýšila jeho pověst a přinesla mu nové, dobře placené provize.
V roce 1635 se připojil k bratrstvu při kostele San Giuliano dei Fiamminghi (Kostel sv. Juliana vlámského) a podepisoval se jako Ludovicus Cousin, alias Primo, alias Gentil. V roce 1650 vstoupil do Accademia di San Luca a dokonce byl v letech 1651 a 1652 jejím ředitelem. Vstupní kritéria Akademie byla velmi přísná a posuzovala jak umělecké zásluhy, tak osobní kvality kandidáta. Výběrový proces se skládal ze dvou kol hlasování, aby se zajistilo, že budou vybráni pouze nejvýznamnější umělci a že bude zachována prestiž Akademie.

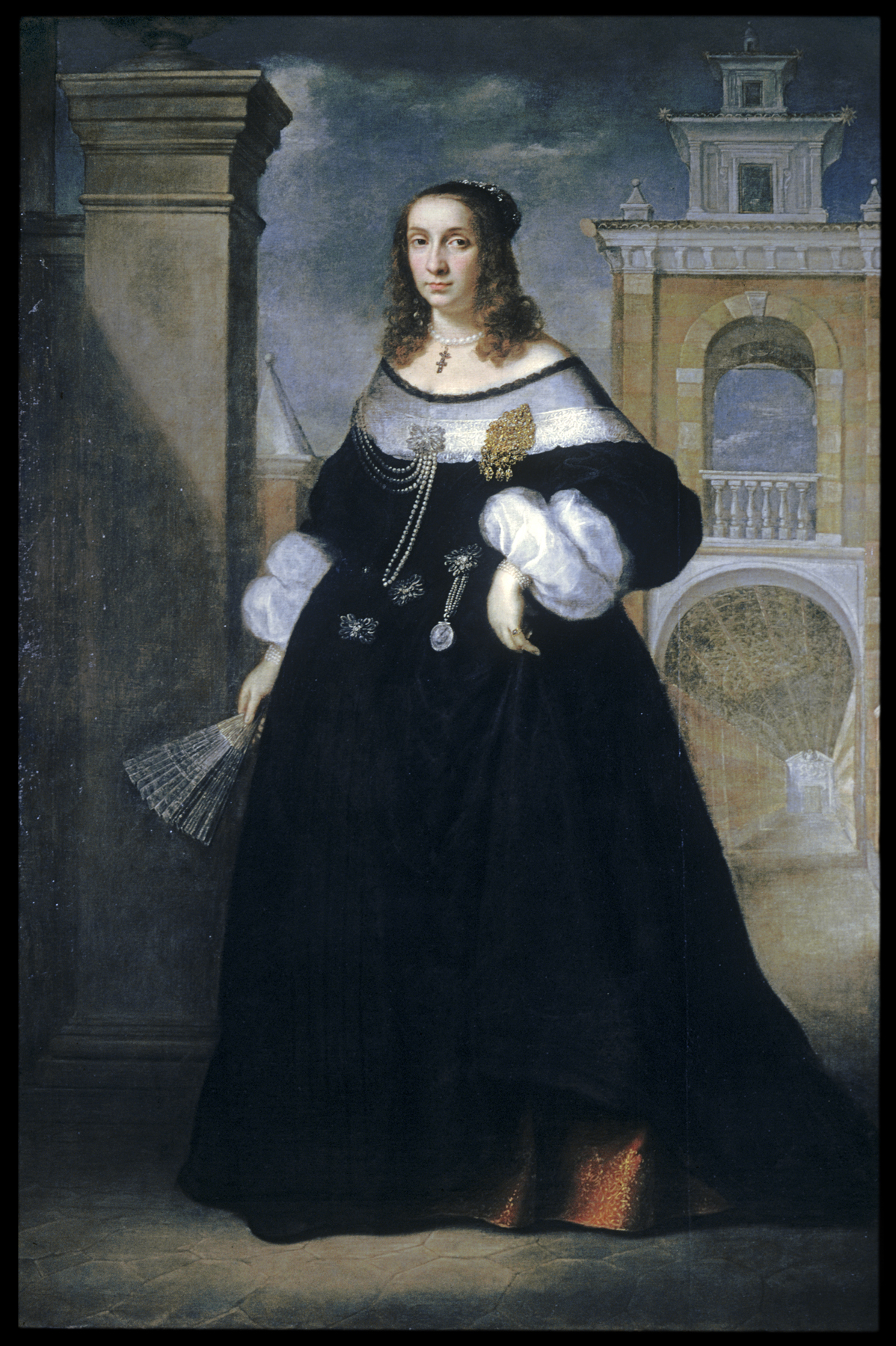
Portrét šlechtičny z Ancony (1650-1660)

Italský životopisec Giovanni Battista Passeri ze sedmnáctého století napsal, že Cousinova vášeň pro ženy ho přiměla k tomu, aby zanedbával svou práci a promarnil všechny své peníze. Cousin se rozhodl opustit Řím. Cestoval do Loreta, kde udělal obraz pro vysoký oltář kostela Santa Margherita a poté do Pesara, kde pracoval v katedrále. Nakonec se přestěhoval do Benátek, kde namaloval několik portrétů. Vrátil se do Říma krátce před smrtí papeže Inocenta X. v roce 1655. Byl první umělec, který namaloval portrét jeho nástupce Alexandra VII. po jeho volbě. Poté, co strávil více než třicet let v Římě, se vrátil do Bruselu. V roce 1661 se stal členem místního cechu sv. Lukáše. Pokračoval v malování portrétů, maloval obrazy s historickými tématy a také navrhoval design (kartony) pro tapisérie, které byly pak vyráběny místními tkalci. Pro jeho účast na tvorbě návrhů tapisérií byl osvobozený od daní.
Jeho dílo bylo oblíbené u habsburských knížat, od nichž obdržel řadu zakázek. Pro španělského krále vytvořil mnoho návrhů gobelínů a velký obraz Venuše bědující nad smrtí Adonise (kolem 1656-1557). Maloval řadu obrazů pro arcivévodu Leopolda I. Viléma Rakouského a pro rakouského císaře namaloval několik jeho portrétů. Měl řadu studentů, včetně Jana van Cleefa.
Podle Passeriho Luigi Primo zanechal po své smrti jen málo peněz, protože měl rád zábavu a tak utratil většinu peněz, které vydělal.

## Dílo
Louis Cousin maloval obrazy s mytologickými a náboženskými tématy a byl také velmi ceněn jako portrétista. Styl Cousina se nachází na půli cesty mezi italskou a vlámskou tradicí a je typickým příkladem vznešeného i když někdy poněkud nudného dekorativního stylu High Baroque.

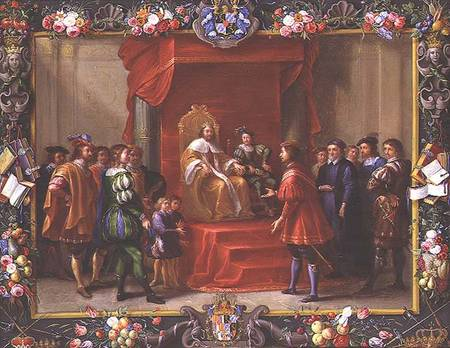
Guillermo Ramón Moncada navštěvuje aragonského krále, pravděpodobně Charlese

Některé z oltářních obrazů Luigi Primo, které namaloval mezi lety 1633 a 1657 pro kostely v Římě jsou stále ještě na místě. Napříkladem je obraz z roku 1655 Virgin Presenting the Child to St Anthony of Padua (Panna ukazující dítě sv. Antonínu Paduánskému), stále v bazilice San Marco Evangelista al Campidoglio v Římě.
Podle některých pramenů Cousin namaloval mezi 1646-1652 pro papeže Inocenta X. 27 malých obrázků na mědi s náboženskými náměty. Malé panely, které byly jeho obdivovateli velmi obdivovány, jsou však ztraceny. Spolupracoval na sérii dvaceti měděných panelů, které vyprávějí činy dvou sicilských vznešených bratrů španělského původu, Guillerma Ramóna Moncada a Antonia Moncada. Z dvanácti panelů jich Luigi Primo namaloval pět, Willem van Herp šest a Adam Frans van der Meulen jeden. Jan van Kessel starší, umělec specializující se na zátiší s květinami, hmyzem a zvířaty, maloval dekorativní okraje, které různé epizody rámují.

## Poznámka
1. ↑  Kostel svatého Juliana vlámského (Ital: Chiesa di S. Giuliano dei Fiamminghi, holand: Sint-Juliaan-der-Vlamingen, franc. Saint-Julien des Flamands, lat. S. Iuliani Flandrensium) je kostel římskokatolickou církví zasvěcený sv. Julianovi Hospitallerovi. Kostel se nachází v Římě. Podle tradice byl kostel postaven když Vlámsko konvertovalo ke křesťanské víře, během pontifikátu Řehoře II. (715 - 753). Kostelík je součástí objektu postaveného kdysi jako hospic pro poutníky z hrabství Flandry (Belgie).V tomto článku byl použit překlad textu z článku San Giuliano dei Fiamminghi na anglické Wikipedii.